# 巴巴多斯工党
巴巴多斯工党（英語：Barbados Labour Party，缩写为BLP），当地俗称“蜜蜂”，是巴巴多斯的一个社会民主主义政党。该党成立于1938年3月31日，当时取名为巴巴多斯进步联盟；1944年，改用现名。该党曾在以下几个时期执政：1954年—1961年，1976年—1986年，1994年—2008年，2018年至今。该党曾是社会党国际的观察员党。